# Porto Xavier
Porto Xavier là một đô thị thuộc bang Rio Grande do Sul, Brasil. Đô thị này có diện tích 280,511 km², dân số năm 2007 là 10857 người, mật độ 38,7 người/km².